# 費德里科·布迪索
費德里科·布迪索（義大利語：Federico Burdisso，2001年9月20日—），義大利男子游泳運動員。他代表義大利參加了2020年夏季奥林匹克运动会游泳比赛，獲得男子200公尺蝶式及男子4×100公尺混合式接力項目的銅牌。他就讀於西北大學。